# 용인 조카 아동학대 살인사건
용인 조카 아동학대 살인사건은 2021년 2월 8일, 경기도 용인시에서 만 8세 여아가 이모 부부의 학대로 인해 사망한 사건이다.

## 사건 과정
피해자 김 양의 친모는 남편과 이혼 후, 2020년 12월부터 김 양을 처인구 고림동의 한 아파트에 거주하던 친언니인 이모 부부에게 맡겼다. 그런데, 이들 부부는 김 양을 끔찍하게 학대하였다.
가해자들은 김 양이 귀신이 들려서 대소변을 가리지 못한다거나 알아들을 수 없는 말을 중얼거린다는 등의 이유로 파리채 그것도 파리채 끝의 넓적한 부분을 제거한 뒤 자루만 남은 부분에 테이프를 손잡이처럼 감은 도구를 만들어서 아이를 폭행했다.
이모 부부는 김 양에게 알몸으로 집안일을 시키고, 알몸으로 벌을 세우거나, 알몸으로 특정 행위를 시키고, 심지어 집에서 알몸으로 지내게 하는 등의 정서적 학대, 성적 학대도 저질렸다. 또한, 학대 과정을 촬영하거나 자신의 자녀들에게 보게 하였다.
그리고 쓰레기 봉지 안에서 반려견의 배설물을 강제로 먹도록 명령하는 엽기적인 행위도 하였다.
결국 2021년 2월 8일, 김 양은 사망했다. 이모 부부는 최초 신고 당시에는 조카가 욕조에 빠져 기절했다고 신고를 하였으나 출동한 구급대원이 심폐소생술을 하며 병원으로 이송하던 중 피해자의 몸에서 다수의 멍 자국을 발견하였고, 아동학대를 의심하여 경찰 측에 이를 알렸다.

## 가해자의 정체
놀랍게도 학대를 저지른 이모는 청와대 국민청원에 군산 아내 살인 사건 가해자인 아버지의 엄벌을 요청한 큰딸이였다. '군산 악마 아버지 엄벌' 靑청원 딸이 '용인 조카 물고문 살인범' 이었다
당시 그녀는 MBC 실화탐사대와 인터뷰를 한 적 있었는데 본인도 유년 시절부터 아버지로부터 가정폭력을 수없이 겪어왔다고 한다. 사실상 학대의 대물림이자 가해자가 된 피해자인 셈이다.
당시 그녀가 폭로한 부분은
- 아버지는 어머니가 도망가자 딸 자매를 화풀이 대상으로 삼았으며, 초등학생 시절 함께 살게 된 새어머니를 구타하고 성고문했고, 새어머니는 그 화풀이를 자신과 동생에게 했다.

- 두번째 새어머니가 집을 나가자, 붙잡지 않았다는 이유로 자신을 바닥에 끌고 다니며 발로 걷어차고 밟아 댔다.

- 문 밖에서 흉기로 위협을 당했고, 손과 발이 묶인 상태에서 심하게 맞았다.

- 학창 시절에는 아버지의 폭행에 시달려 가출까지 했다.

이러한 정황을 보아 가해 여성은 부친의 횡포에 시달리다 그 트라우마가 학대로 이어진 것으로 짐작되었다. 하지만 트라우마는 핑계일 가능성이 높은게 가정폭력으로 인해 청원할 정도면 기본적으로 인지능력이 있다는 방증이다.

## 재판 과정
- 2021년 2월 17일, 경기남부경찰청과 경기용인동부경찰서는 가해 부부에게 살인죄를 적용해 검찰에 송치하였다.
- 2021년 7월 1일, 검찰은 가해 부부를 친자녀 2명에 대한 정서적 학대 혐의로 추가 기소했다. [깨진 링크(과거 내용 찾기)]
- 2021년 7월 20일, 검찰은 이모에게 무기징역을, 이모부에게 징역 40년을 구형했다. [깨진 링크(과거 내용 찾기)]
- 2021년 8월 13일, 1심에서 이모에게 30년, 이모부에게 12년이 선고되었다. [깨진 링크(과거 내용 찾기)]
- 2021년 9월 16일, 1심에서 친모에게 징역 3년이 선고되었고 법정구속되었다. [깨진 링크(과거 내용 찾기)]
- 2021년 12월 15일, 2심에서 검찰은 이모에게 무기징역, 이모부에게 징역 40년을 구형했다. [깨진 링크(과거 내용 찾기)]
- 2022년 1월 25일, 2심에서 항소를 기각해 이모에게 징역 30년, 이모부에게 징역 12년이 선고되었다. 이후 이모부는 상고하지 않아 형이 확정되었다. [깨진 링크(과거 내용 찾기)]
- 2022년 2월 19일, 2심에서 친모에게 징역 2년이 선고되었다.
- 2022년 5월 17일, 3심에서 상고를 기각해 이모에게 징역 30년이 선고되면서 형이 확정되었다. [깨진 링크(과거 내용 찾기)]